# Coppa del Mondo di combinata nordica 2001
La Coppa del Mondo di combinata nordica 2001, diciottesima edizione della manifestazione organizzata dalla Federazione Internazionale Sci, ebbe inizio il 2 dicembre 2000 a Kuopio, in Finlandia, e si concluse il 10 marzo 2001 a Oslo, in Norvegia.
Furono disputate 16 delle 19 gare previste, in 9 diverse località, 6 individuali Gundersen, 6 sprint, 3 - per la prima volta - a partenza in linea, 1 a squadre (valida ai fini della classifica per nazioni); 8 gare si svolsero su trampolino normale, 8 su trampolino lungo. Per la prima volta venne stilata una classifica di specialità relativa alle gare sprint. Nel corso della stagione si tennero a Lahti i Campionati mondiali di sci nordico 2001, non validi ai fini della Coppa del Mondo, il cui calendario contemplò dunque un'interruzione nel mese di febbraio.
L'austriaco Felix Gottwald si aggiudicò sia la coppa di cristallo, il trofeo assegnato al vincitore della classifica generale, sia la Coppa di sprint. Samppa Lajunen era il detentore uscente della Coppa generale.

## Risultati
| Data             | Località                 | Nazione     | Trampolino                 | Spec.          | Primo                                                   | Secondo                                              | Terzo                                                       |
| ---------------- | ------------------------ | ----------- | -------------------------- | -------------- | ------------------------------------------------------- | ---------------------------------------------------- | ----------------------------------------------------------- |
| 2 dicembre 2000  | Kuopio                   | Finlandia   | Puijo K120                 | SP LH/7,5 km   | Felix Gottwald                                          | Ronny Ackermann                                      | Marko Baacke                                                |
| 3 dicembre 2000  | Kuopio                   | Finlandia   | Puijo K120                 | MS LH/10 km    | Felix Gottwald                                          | Bjarte Engen Vik                                     | Ronny Ackermann                                             |
| 9 dicembre 2000  | Ramsau am Dachstein      | Austria     | W90-Mattensprunganlage K90 | MS NH/10 km    | annullata                                               | annullata                                            | annullata                                                   |
| 10 dicembre 2000 | Ramsau am Dachstein      | Austria     | W90-Mattensprunganlage K90 | SP NH/7,5 km   | annullata                                               | annullata                                            | annullata                                                   |
| 16 dicembre 2000 | Val di Fiemme            | Italia      | Giuseppe Dal Ben K90       | IN NH/15 km    | annullata                                               | annullata                                            | annullata                                                   |
| 29 dicembre 2000 | Lillehammer              | Norvegia    | Lysgårdsbakken K90         | SP NH/7,5 km   | Kristian Hammer                                         | Bjarte Engen Vik                                     | Samppa Lajunen                                              |
| 30 dicembre 2000 | Lillehammer              | Norvegia    | Lysgårdsbakken K90         | IN NH/15 km    | Bjarte Engen Vik                                        | Samppa Lajunen                                       | Ladislav Rygl                                               |
| 3 gennaio 2001   | Reit im Winkl            | Germania    | Franz Haslberger K90       | MS NH/10 km    | Bjarte Engen Vik                                        | Felix Gottwald                                       | Hannu Manninen                                              |
| 5 gennaio 2001   | Reit im Winkl            | Germania    | Franz Haslberger K90       | SP NH/7,5 km   | Ronny Ackermann                                         | Felix Gottwald                                       | Bjarte Engen Vik                                            |
| 7 gennaio 2001   | Reit im Winkl            | Germania    | Franz Haslberger K90       | IN NH/15 km    | Kristian Hammer                                         | Bjarte Engen Vik                                     | Ronny Ackermann                                             |
| 19 gennaio 2001  | Park City Soldier Hollow | Stati Uniti | Utah Olympic Park K120     | SP LH/7,5 km   | Felix Gottwald                                          | Ronny Ackermann                                      | Kristian Hammer                                             |
| 21 gennaio 2001  | Park City Soldier Hollow | Stati Uniti | Utah Olympic Park K90      | T MS NH/3x5 km | Finlandia I Hannu Manninen Jaakko Tallus Samppa Lajunen | Austria David Kreiner Christoph Eugen Felix Gottwald | Norvegia I Kenneth Braaten Kristian Hammer Bjarte Engen Vik |
| 25 gennaio 2001  | Steamboat Springs        | Stati Uniti | Howelsen K114              | IN LH/15 km    | Todd Lodwick                                            | Felix Gottwald                                       | Ladislav Rygl                                               |
| 27 gennaio 2001  | Steamboat Springs        | Stati Uniti | Howelsen K88               | SP NH/7,5 km   | Sebastian Haseney                                       | Marko Baacke                                         | Felix Gottwald                                              |
| 10 febbraio 2001 | Liberec                  | Rep. Ceca   | Ještěd K120                | IN LH/15 km    | Ronny Ackermann                                         | David Kreiner                                        | Sebastian Haseney                                           |
| 1º marzo 2001    | Nayoro                   | Giappone    | Piyashiri K90              | MS NH/10 km    | Felix Gottwald                                          | Samppa Lajunen                                       | Bjarte Engen Vik                                            |
| 3 marzo 2001     | Sapporo                  | Giappone    | Ōkurayama K120             | IN LH/15 km    | Kristian Hammer                                         | Samppa Lajunen                                       | Felix Gottwald                                              |
| 9 marzo 2001     | Oslo                     | Norvegia    | Holmenkollen K115          | IN LH/15 km    | Felix Gottwald                                          | Bjarte Engen Vik                                     | Marko Baacke                                                |
| 10 marzo 2001    | Oslo                     | Norvegia    | Holmenkollen K115          | SP LH/7,5 km   | Felix Gottwald                                          | Hannu Manninen                                       | Kristian Hammer                                             |

Legenda:

IN = individuale Gundersen

SP = sprint

MS = partenza in linea

T = gara a squadre

NH = trampolino normale

LH = trampolino lungo

## Classifiche

### Generale

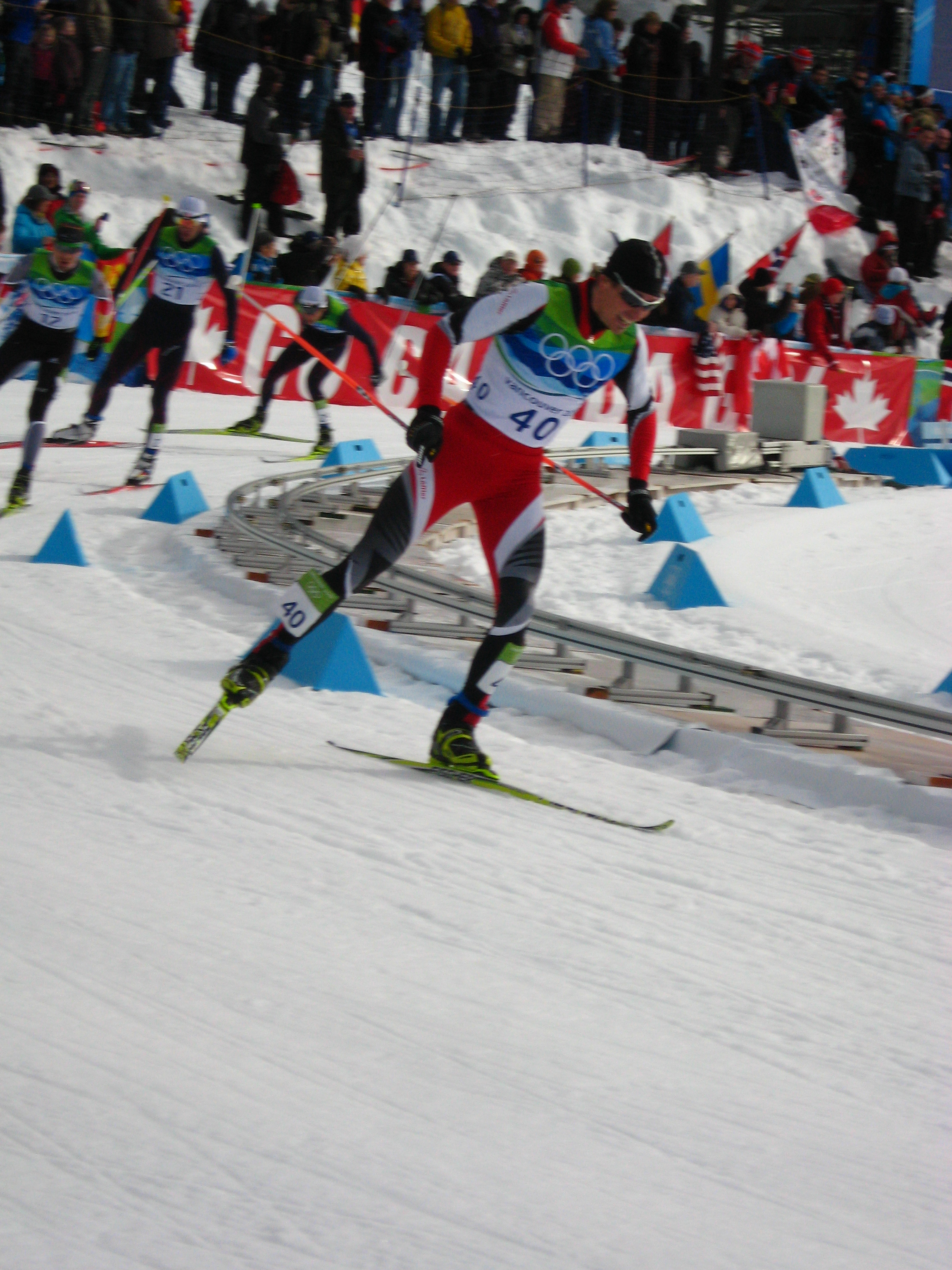
Felix Gottwald

| Pos. | Nome              | Nazione     | Punti |
| ---- | ----------------- | ----------- | ----- |
| 1    | Felix Gottwald    | Austria     | 1785  |
| 2    | Ronny Ackermann   | Germania    | 1342  |
| 3    | Bjarte Engen Vik  | Norvegia    | 1209  |
| 4    | Kristian Hammer   | Norvegia    | 1195  |
| 5    | Samppa Lajunen    | Finlandia   | 1010  |
| 6    | Ladislav Rygl     | Rep. Ceca   | 900   |
| 7    | Marko Baacke      | Germania    | 851   |
| 8    | Todd Lodwick      | Stati Uniti | 848   |
| 9    | Christoph Eugen   | Austria     | 752   |
| 10   | Sebastian Haseney | Germania    | 733   |

### Sprint
| Pos. | Nome            | Nazione   | Punti |
| ---- | --------------- | --------- | ----- |
| 1    | Felix Gottwald  | Austria   | 750   |
| 2    | Ronny Ackermann | Germania  | 572   |
| 3    | Kristian Hammer | Norvegia  | 435   |
| 4    | Samppa Lajunen  | Finlandia | 392   |
| 5    | Marko Baacke    | Germania  | 376   |

### Nazioni
| Pos. | Nazione     | Punti |
| ---- | ----------- | ----- |
| 1    | Austria     | 4102  |
| 2    | Norvegia    | 3865  |
| 3    | Germania    | 3647  |
| 4    | Finlandia   | 2851  |
| 5    | Stati Uniti | 1828  |